# Pfarrkirche Westendorf (Tirol)

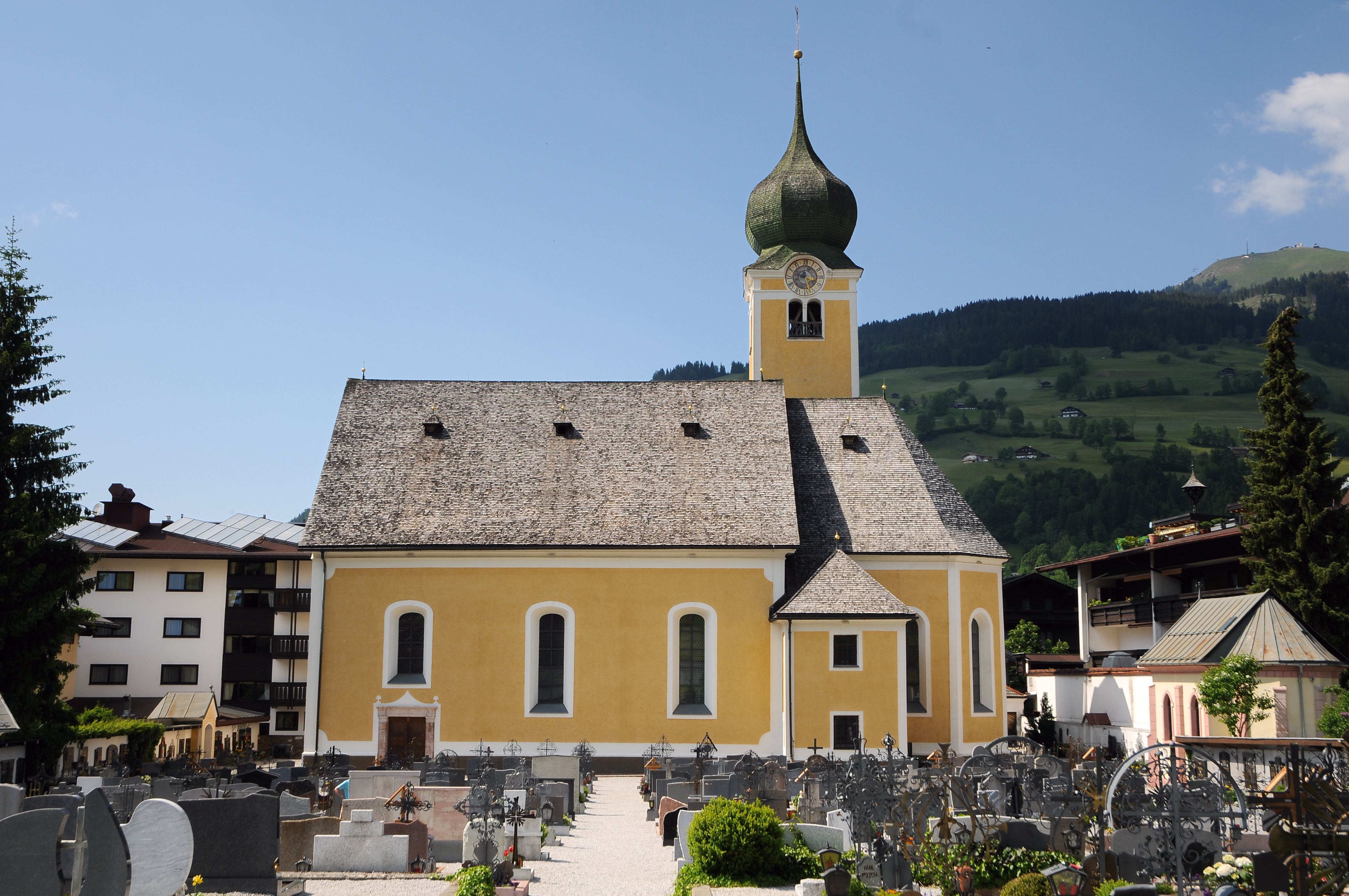
Pfarrkirche hl. Nikolaus in Westendorf

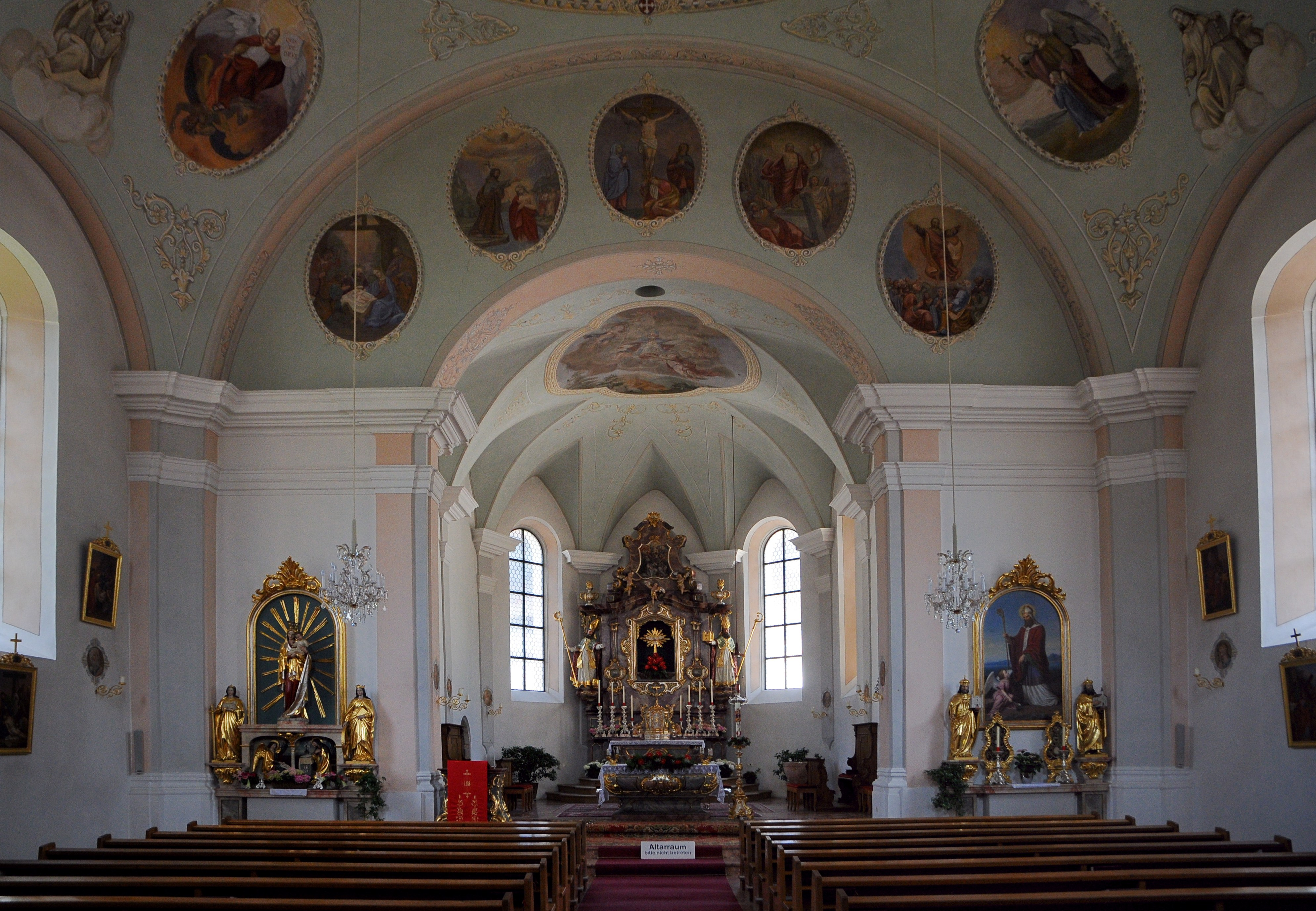
Innenansicht

Die römisch-katholische Pfarrkirche Westendorf in Tirol steht im Ortszentrum von Westendorf im Bezirk Kitzbühel in Tirol. Sie ist dem heiligen Nikolaus geweiht und gehört zum Dekanat Brixen im Thale in der Erzdiözese Salzburg. Das Bauwerk steht unter Denkmalschutz.

## Geschichte
Eine Pfarrkirche zum heiligen Nikolaus wird 1320 erstmals urkundlich erwähnt. Damals handelte es sich um einen kleinen gotischen Bau.
Um 1500 wurde die alte Kirche durch einen gotischen Neubau ersetzt. Ein Brand im Jahre 1630 zerstörte diesen weitgehend, die Stützmauern dürften aber erhalten geblieben sein, der Grundriss mit Langhaus, Apsistrakt und linkem Seitenturm entspricht beispielsweise Kirchberg, aus derselben Zeit. 
1735 wurde die Kirche durch den Schwazer Baumeister Jakob Singer ein erstes Mal barockisiert.
Von 1771 bis 1775 entwarf der Architekt und Baumeister Andre Hueber einen Neubau der barocken Pfarrkirche und baute sie vollständig um. Die barocken Deckenfresken stammen vom Tiroler Maler Matthias Kirchner.
Im Jahre 1970 wurde die Pfarrkirche von Westendorf komplett restauriert. Um 2005 fanden wiederum Restaurierungsarbeiten statt.

## Glocken
Die Pfarrkirche besitzt fünf Glocken, von denen nur vier läutbar sind. Sie stammen von der Glockengießerei Grassmayr aus Innsbruck und wurden 1947 gegossen. Sie erklingen in den Tönen es1-g1-b1-c2.